# Keiko Terada
Keiko Terada (寺田恵子?, Terada Keiko; Prefettura di Chiba, 27 luglio 1963) è una cantautrice giapponese, fondatrice della hard rock/heavy metal band Show-Ya e frontwoman dal 1982 al 1991, quando si separò da essa per lanciarsi in una carriera solista di successo.
Per molti anni il suo simbolo è stato un finto tatuaggio sopra il seno destro da lei stessa disegnato, rappresentante una rosa (ispirato dal film The Rose, nel quale Bette Midler interpreta un personaggio simile a Janis Joplin). Fin dagli esordi è una presenza fissa sia in televisione che in radio, sia da sola che come membro di una band. Attualmente fa parte delle riformatesi Show-Ya e dei Nishidera Minoru.

## Biografia
Keiko cominciò a cantare professionalmente nel 1981, per poi fondare l'anno successivo la sua prima band, Show-Ya, insieme all'amica Miki Nakamura. La band raggiunse la massima notorietà in estremo oriente, ma non riuscì ad avere lo stesso successo negli Stati Uniti nonostante gli sforzi. Nel 1988 pubblicò alcune canzoni per l'anime Borgman 2030, registrate insieme al leader degli Earthshaker Masafumi Nishida. Keiko lasciò la sua band, le Show-Ya, nel febbraio 1991 perché non accettava la svolta musicale eccessivamente commerciale che stava intraprendendo. L'anno successivo cominciò la sua carriera solista, nella quale esplora molte sonorità, tra cui blues, J-pop e soul. Il suo primo album, Body & Soul (pubblicato l'8 maggio 1992), mostrava chiaramente gli stili ben più ampi da quelli adottati in precedenza nelle Show-Ya. Il brano Paradise Wind, fu utilizzato dalle emittenti giapponesi come tema ufficiale delle Olimpiadi di Barcellona. Molti altri suoi brani verranno impiegati in spot radiofonici e televisivi, nel corso degli anni. Nel 1994 partecipò al Classic Rock Jam Show, rimanendo un elemento fisso fino al 2009; grazie a questo, poté visitare molte rinomate città giapponesi. L'anno successivo si esibì al Rock on Kobe, concerto di beneficenza per le vittime del terremoto di Kobe. Nel 1996 la sua canzone Thank You, Love fu scelta come tema di chiusura per l'anime Sei in arresto!; quello stesso anno collaborò con Shake (ex-chitarrista dei Red Warriors) al primo album della sua nuova band, i Psychodelicious. Nel 1998 partecipò all'album tributo Cozy Powell Forever, prodotto dall'allora batterista dei Loudness Munetaka Higuchi. Collaborò di nuovo con questi l'anno successivo, al suo progetto SuperRock Summit. Sempre nel 1998 Keiko iniziò a condurre un programma radiofonico musicale chiamato Spirit of Rock. Lo stesso anno fondò una nuova band insieme alla chitarrista Miki Igarashi (con cui aveva militato nelle Show-Ya, scioltesi poco prima), alla bassista Atsuko Watanabe, alla batterista Kyoko Tomita (queste ultime due provenienti dalle Princess Princess, scioltesi due anni prima) e alla tastierista Rie Chikaraishi; il gruppo, chiamato All Japan Women's Pro Band, si esibì più volte in spettacoli dal vivo e in televisione, ma non pubblicò mai un album e si sciolse nel 2001. Nel 2002 collaborò con la band Rider Chips al tema della serie televisiva Kamen Rider Ryuki. Nel 2004 cantò il tema dell'anime Area 88. Nel 2005 le Show-Ya si riformarono con la formazione del loro primo album, Masquerade Show, includendo quindi anche Keiko. La band pubblicò un nuovo album nel 2012. Nel 2008 Keiko ha fondato un'altra band, chiamata Nishidera Minoru, insieme a Minoru Niihara e Masafumi Nishida. La band ha pubblicato un album nel 2009 e lo stesso anno ha organizzato il festival noto come HARD NA YAON.

## Discografia
Album
- Body & Soul (1992)
- Invisible (1993)
- Out of Bounds (1994)
- Warui Yume (悪い夢?) (1994)
- End of the World (1996)
- Wonderground (2003)

Singoli
- Paradise Wind (1992)
- Dream Again (1993)
- Open Your Heart (1993)
- Tengoku no Deguchi (天国の出口?) (1994)
- Sorae (空へ?) (1994)
- Dead or Alive (1997)